# 東根温泉
東根温泉（ひがしねおんせん）は、山形県東根市（旧国出羽国、明治以降は羽前国）にある温泉。
観光宣伝では名産の「さくらんぼ」と山形新幹線の駅名にちなんで「さくらんぼ東根温泉」が用いられる。

## 泉質
- ナトリウム-塩化物泉

## 温泉街
東根駅の北東側に温泉街が広がる。旅館は20軒、共同浴場は5軒存在する。

## 歴史
開湯は1910年（明治43年）である。前年より続いた干ばつの対策として、農業用水用の井戸を掘った際に発見された。
以前は東根温泉という表記だったが山形新幹線開通時に駅名がさくらんぼ東根駅となったことに併せ、温泉地の宣伝で用いられる名称も「さくらんぼ東根温泉」という表記に変更されている。

## アクセス
- JR山形線 東根駅より北東へ約1 km。
- 山形新幹線 さくらんぼ東根駅より北へ約4 km。路線バス（山形交通）またはタクシーで約10分。